# Gheorghe Sărac
Gheorghe Sărac (n. 1 iunie 1938, Bălaia - d. ?) a fost un solist de muzică populară și romanțe.

## Discografie
- Mândruliță spic de grâu (1982)
- A venit aseară mama (1984)
- Mai am un singur dor (1988)
- Ce faci asta seara, tu (1989) (preluat de la Dorel Livianu)
- Dintre sute de catarge (1990)